# ويلى كيركلوند
بول ويلهلم «ويلى» كيركلوند (ولد 1921 في هلسنكي، فنلندا) مؤلف سويدى-فنلندى يعيش في أبسالا، السويد. حصل على الدكتوراة الفخرية من جامعة أوبسالا عام 1994.
ابن لمهندس. بعد امتحان المدرسة الثانوية العليا عام 1938 في فنلندا، انتقلت عائلته للسويد، حيث درس اللغة الصينية، اللغة الروسية والرياضيات. عمل أيضا لفترة في مجال تكويد البيانات.
أعمال كيركلوند الخيالية نابعة من تأثره ب الحداثة; قصصه القصيرة الأولى تعتبر سريالية، حيث يغلف خطه الروائى كثير من الرمزية، حيث ساهمت في تقديم مزيج السخرية اللاذعة والاغتراب ولم الشمل في قصصه.
سمات كتابته تلك، مع غرابتها المستمرة، تشبه لحد معين كتابات تورنى لندرين. بالرغم من ذلك، وتناقضا مع السريالية، أعمال كيركلوند تمتاز بالوعى الشديد وحسن التنظيم. من الأنماط المتكررة في كتاباته تصوير التخبط والضعف، حيث يلتقى الشر مع الخير في مزيج من الصعب فصل أحدهما عن الآخر وأحيانا يصعب فهمه.
بالرغم من ذلك نجح كيركلوند في تصوير شخوهصه الساقطة والناقصة، بكثير من التعاطف والغفران، بصفته مراقب للأحداث. في قصصه غالبا ما يستعين بداوفع كلاسيكية مستمدة من الانجيل والحقبة القديمة.
ترجمت أعماله ل اللغة الفرنسية، اللغة الألمانية واللغة الفنلندية. بعض أعماله النثرية تمت إعادة كتابتها على شكل درامى.

## روابط خارجية
- ويلى كيركلوند على موقع IMDb (الإنجليزية)